# 卡姆航空
卡姆航空（波斯語：‎) 是一家总部位于阿富汗首都喀布尔的航空公司。主要运营阿富汗国内的定期客运航班以及部分区域性国际航班业务。喀布尔的哈米德·卡尔扎伊国际机场是其枢纽机场。公司代表色为橙色，飞行常客奖励计划被称为“行橙奖励”（Orange Miles）。

## 历史
卡姆航空是由阿富汗企业家扎马里·卡姆加于2003年8月31日建立的阿富汗国内第一家私营航空公司。2003年11月8日，一架波音727飞机执飞的卡姆航空首航航班由喀布尔起飞，经由赫拉特飞抵马扎里沙里夫。搭乘首航班机的是阿布都·拉希德·杜斯塔姆将军的私人民兵，杜斯塔姆将军为他们提供了首航燃料及机上餐食。
卡姆航空的总部设置在喀布尔哈米德·卡尔扎伊国际机场C停机坪，另外位于阿富汗喀布尔查拉希·哈吉·雅各布伯大楼首层的喀布尔商务中心售票处，于2012年开始营业，该售票处位于喀布尔西北部的商务中心区沙利瑙（Shāre Naw）。扎马里·卡姆加是公司总裁兼首席执行官，法里德·佩卡尔任高级副总裁，蒂莫尔·谢哈布任副总裁兼飞行运营总监，帕威茨·卡姆加为财务总监。
卡姆航空宣布自2010年8月开始，开通前往欧洲的国际航线，首条开通喀布尔至维也纳航线，然后开通至英国伦敦盖特威克机场的航线。然而，根据路透社的消息，这两条航线随后由于英国和奥地利方面担心卡姆航空的飞行安全问题而宣布取消。而紧随其后的2010年11月24日，欧洲联盟更新了禁止进入欧盟成员国领空的航空公司名单，所有在阿富汗注册的飞机都禁止飞入欧盟领空，卡姆航空进军欧洲的计划随之搁浅。
2021年8月15日，因塔利班入侵阿富汗首都喀布尔，所有普通航班暫停服務。國內線航班於同年9月5日復航，國際線航班也於該年底恢復營運。

## 航点
| [枢] | 枢纽航点 |
| ^    | 即将开办 |
| [停] | 停飞航点 |

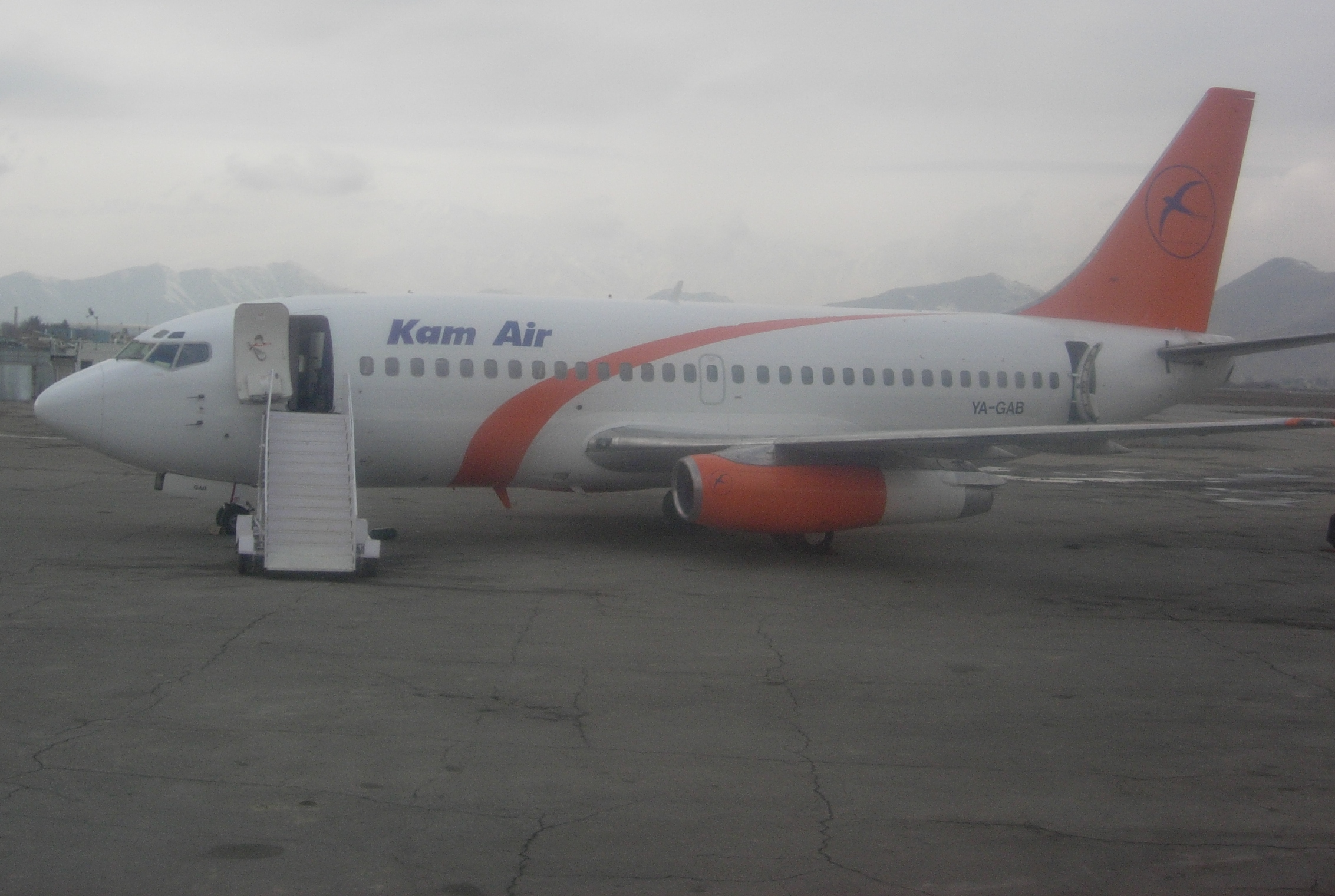
一架隶属卡姆航空的波音737-200飞机在喀布尔哈米德·卡尔扎伊国际机场，拍摄于2007年。

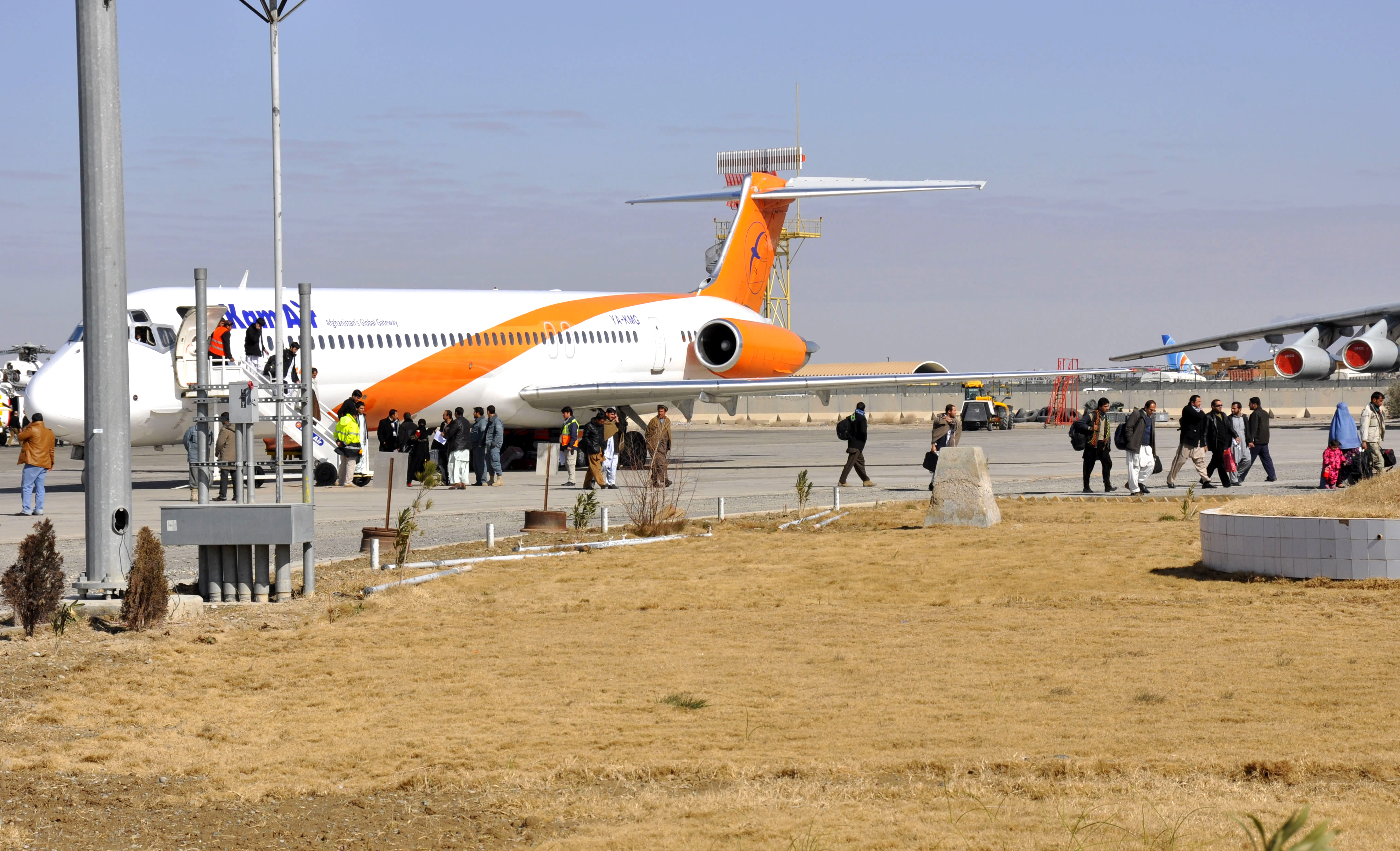
一架卡姆航空的麦道MD-83飞机在坎大哈国际机场，拍摄于2012年。

卡姆航空计划增加其运营航线数量，意向航线包括土耳其首都安卡拉和最大城市伊斯坦布尔、阿塞拜疆首都巴库、伊拉克的巴格达、纳杰夫以及中国的杭州等方向。远期计划开通航线包括中国的乌鲁木齐、俄罗斯莫斯科、马来西亚吉隆坡等城市，并开通前往欧洲及美国方向的航班。
卡姆航空曾经运营或计划运营过前往贾拉拉巴德、昆都士、伦敦（盖特威克机场）、雅加达、维也纳、白沙瓦、伊斯兰堡、马什哈德、德黑兰、阿拉木图、乌鲁木齐等方向的航班。由于一些原因，这些方向的航班目前处于停航状态，而使公司在目前运营的航线上有更大的盈利空间是卡姆航空优先考虑的问题。

## 机队

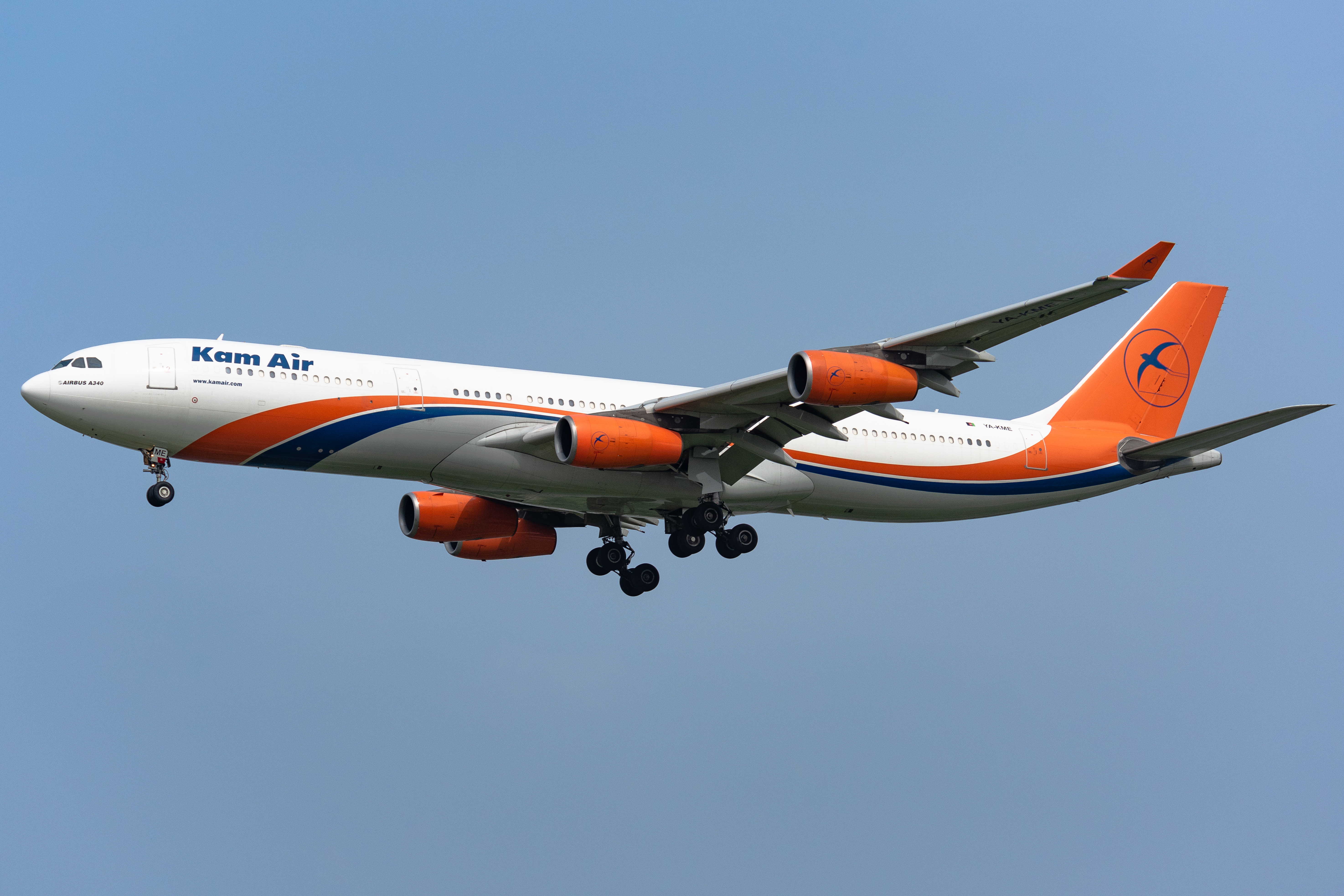
卡姆航空一架空中客车A340-300正在北京首都国际机场降落

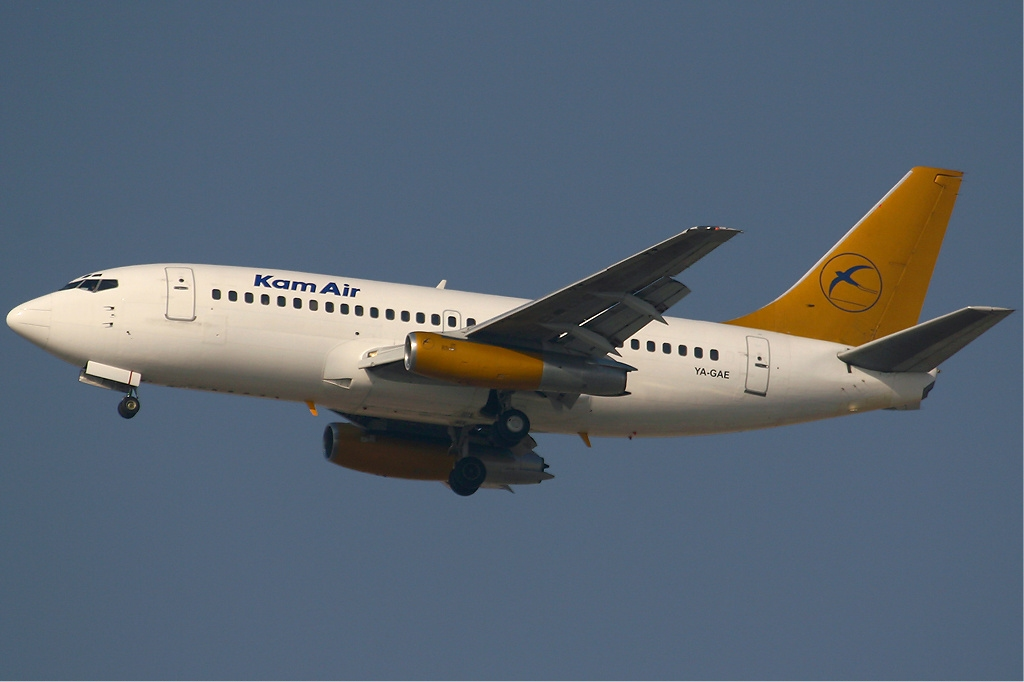
卡姆航空一架波音737-200飞机正在阿联酋迪拜国际机场降落。

### 现役机队
截至2022年9月，卡姆航空机队包括以下飞机：

### 历史机队

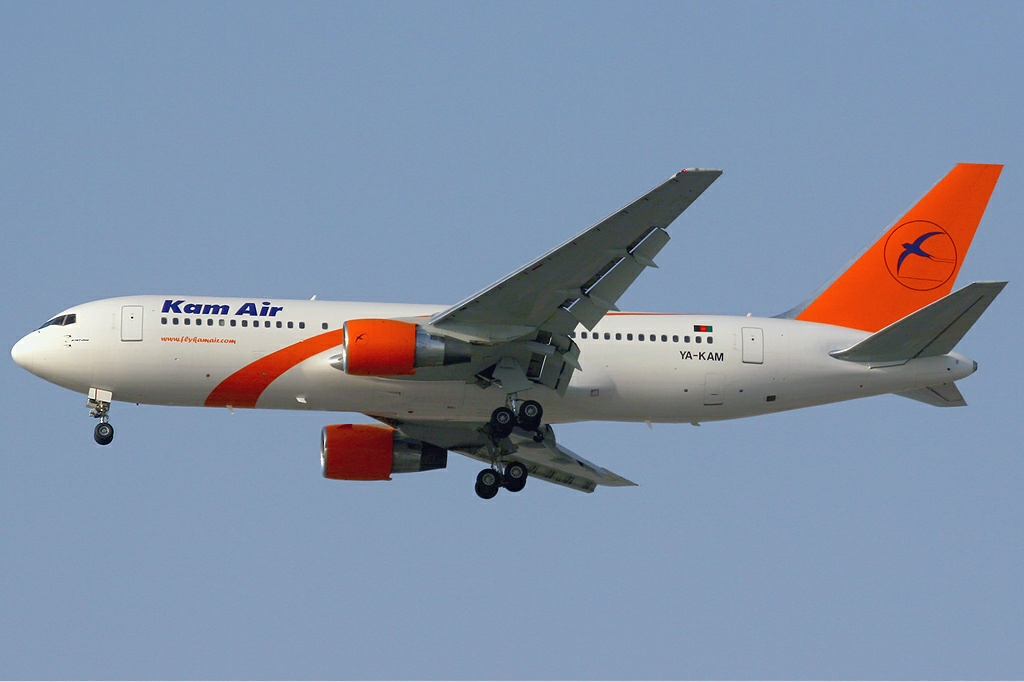
卡姆航空波音767–200型飞机在迪拜国际机场降落。

卡姆航空的机队在其运营历史上曾经拥有以下型号的飞机：
- 波音737-200
- 波音737-300
- 波音737-800
- 波音747-200F
- 波音767-200ER[11]
- 波音767-300
- 道格拉斯DC-8-63F[12]
- 雅克列夫 雅克-40[13]
- 麦道MD-82
- 麦道MD-83
- 麦道MD-87
- ATR 42

## 事故及事件
- 2005年2月3日，卡姆航空904号班机，一架从阿拉伯联合酋长国凤凰航空（Phoenix Aviation）租借来的波音737-200飞机，在执行自阿富汗西部城市赫拉特至首都喀布尔的航班时，在降落前由于受到恶劣天气影响而从雷达屏幕上消失。随后地面人员展开了大规模搜救行动，于2月5日在喀布尔以东的帕米尔高原上找到了飞机残骸，但是包括8名机组人员在内的机上104人全部遇难。这是卡姆航空，同时也是阿富汗历史上迄今为止最严重的空难事故[14]。
- 2009年8月9日，一架卡姆航空计划由喀布尔飞往中国新疆维吾尔自治区首府乌鲁木齐地窝堡国际机场的首航客机，由于收到炸弹威胁，被中国拒绝入境，随后该架飞机折返阿富汗并备降于南部的坎大哈国际机场。事件中没有人员伤亡，但是造成开通喀布尔至乌鲁木齐航线的计划流产[15][16]。
- 2010年8月11日，一架卡姆航空注册编号为YA-VIC的道格拉斯DC-8-63F飞机，在从英国坎特伯雷肯特国际机场起飞离场的过程中发生机尾擦地，撞毁了机场的进近灯光系统[17]。当时这架飞机正在执行一次经由佛得角群岛前往阿根廷布宜诺斯艾利斯的国际货运航班任务。这次事故后来经调查归咎于错误地估计了飞机的货物重量，并忽视了超重的飞机燃油，使飞机在超重25700磅（11700千克）的情况下获准起飞。在获知了这次事故情况后，机组成员在起飞后继续飞往佛得角。经过检查确认虽然飞机发生机尾擦地，但是分析飞机上各撞击指示器均显示飞机仍然是安全的。这次事件遭到英国航空事故调查局的调查，并在调查后提出了数条安全建议。之后，卡姆航空被禁止于欧盟国家范围内开展航空运输业务。卡姆航空将三名机组人员免职，宣布旗下的两架DC-8飞机将退役并且稍后不久付诸实施[18]。
- 2021年8月15日，因塔利班入侵阿富汗首都喀布尔，所有普通航班暫停服務。